# خوراک سنتی

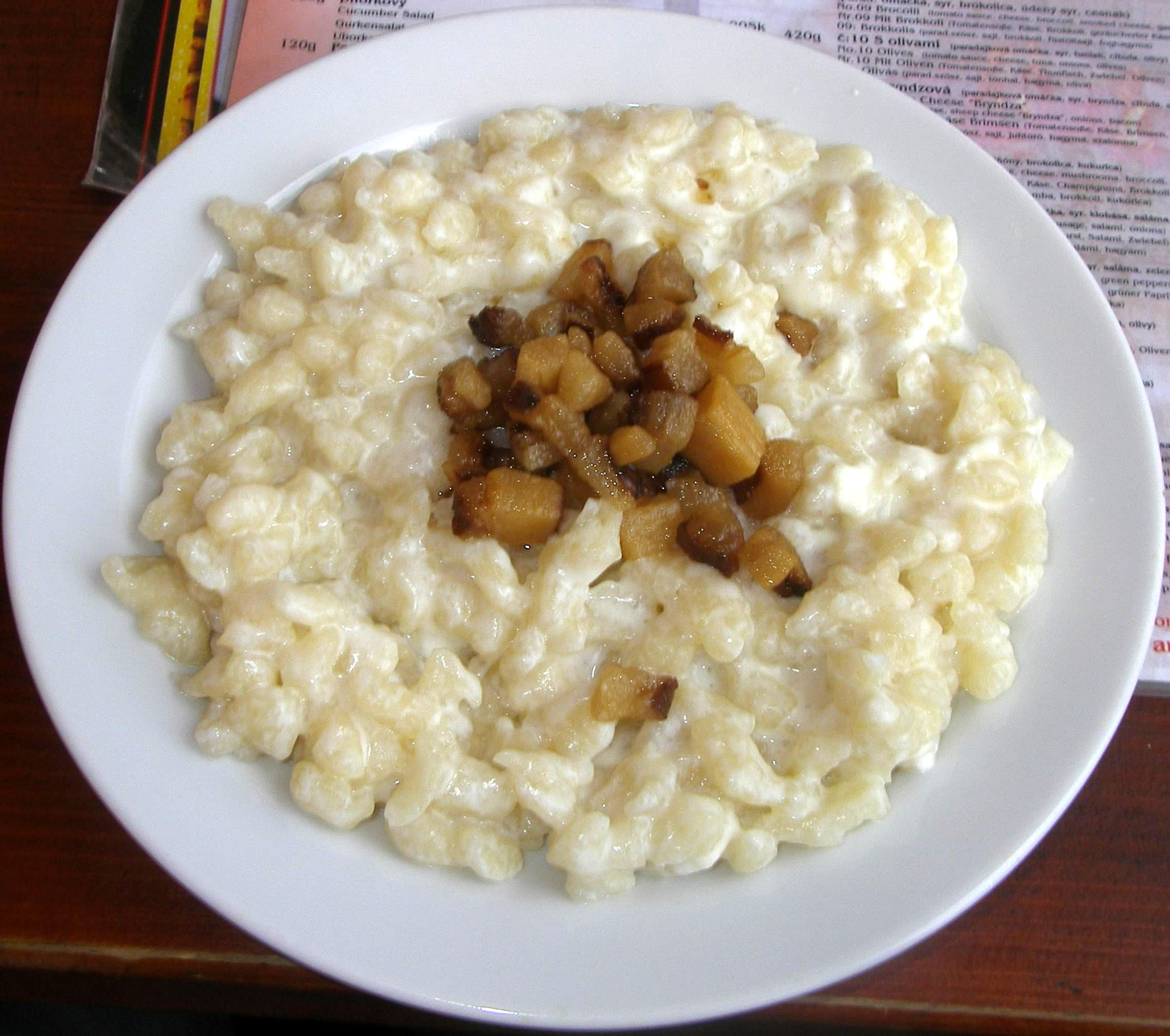
بریندزوئه هالوشکی (کوفتهٔ سیب‌زمینی با شیر گوسفند) یک خوراک سنتیِ چوپانان در اسلواکی است.

خوراک سنتی یا غذای سنتی (انگلیسی: Traditional food) به خوراک‌ها و غذاهایی گفته می‌شود که نسل به نسل منتقل می‌شوند یا طی نسل‌های زیادی مصرف می‌شوند. این خوراک‌ها ماهیت سنتی دارند و ممکن است سابقۀ تاریخی و ریشه در یک غذای ملی، روش آشپزی سنتی منطقه‌ای یا روش آشپزی محلی داشته باشند. غذاها و نوشیدنی‌های سنتی ممکن است به صورت خانگی، توسط رستوران‌ها و تولیدکنندگان کوچک، و توسط کارخانه‌های بزرگ پردازش مواد غذایی تولید شوند.
برخی از غذاهای سنتی دارای نشان‎های جغرافیایی و تخصیص‌های سنتی در اروپا بر اساس طرح‌های اتحادیه اروپا از نشان‌های جغرافیایی و غذاهای سنتی هستند: نام مبدأ حفاظت‌شده (PDO)، نشان‌های جغرافیایی حفاظت‌شده (PGI) و غذاهای سنتی تضمین‌شده (TSG). هدف از برقراری این استانداردها ترویج و حفاظت از نام محصولات کشاورزی و مواد غذایی با کیفیت است.

## بیشتر بخوانید
- Ferrando, R. (1981). Traditional and Non-traditional Foods. FAO food and nutrition series. Food and Agriculture Organization of the United Nations. pp. 1–156. ISBN 978-92-5-100167-7. PMID 7343324.
- Yanagida, F.; Kenkyūjo, Tōkyō Nōgyō Daigaku. Sōgō (1987). Traditional foods and their processing in Asia. NODAI Research Institute, Tokyo University of Agriculture.
- Zaigui, L.; Hongzhuo, T. (2009). Traditional Chinese Foods: Production and Research Progress. Food science and technology series. Nova Science Publishers. ISBN 978-1-60692-902-5.
- Ray, R.C.; Didier, M. (2014). Microorganisms and Fermentation of Traditional Foods. Food Biology Series. Taylor & Francis. ISBN 978-1-4822-2308-8.